# ジェイテクトプレシジョンベアリング
株式会社ジェイテクトプレシジョンベアリング（英: JTEKT PRECISION BEARING CORPORATION）は、大阪府和泉市に本社を置く軸受（ベアリング）メーカー。旧社名はダイベア株式会社。
トヨタグループである株式会社ジェイテクトのグループ会社。

## 概要
トヨタグループの自動車部品メーカージェイテクトの子会社で転がり軸受（玉軸受・ころ軸受）を専門に製造・販売している。
自動車向けが主力だが、フォークリフトや建設機械などの産業分野をはじめ、複写機などの情報機器や農業機械向けなども製造している。

## 沿革
- 1936年（昭和11年）2月 - 大阪精密工業所として創業[1]。
- 1947年（昭和22年）6月9日 - 「株式会社大阪精密工業所」を設立[1]。
- 1952年（昭和27年）1月 - 「大阪ベアリング製造株式会社」に商号を変更[1]。
- 1961年（昭和36年）10月 - 大阪証券取引所市場第二部に株式を上場[1]。
- 1963年（昭和38年）10月 - 光洋精工株式会社（現・ジェイテクト株式会社）と業務提携[1]。
- 1971年（昭和46年）2月 - 三重県に名張工場を新設[1]。
- 1986年（昭和61年）5月 - 「ダイベア株式会社」に商号を変更[1]。
- 1995年（平成7年）6月 - ISO 9001認証を取得[3]。
- 2001年（平成13年）8月 - ISO 14001認証取得[3]。
- 2006年（平成18年）1月 - 光洋精工株式会社と豊田工機株式会社の合併によりジェイテクトグループ入り[1]。
- 2008年（平成20年）12月 - 新本社・和泉工場竣工[1]。
- 2013年（平成25年）7月 - 大阪証券取引所と東京証券取引所の現物株市場統合に伴い、東京証券取引所第二部に上場[1]。
- 2018年（平成30年）12月 - 株式会社ジェイテクトによる株式公開買付けが成立[4]。
- 2019年（平成31年）
  - 1月25日 - 東京証券取引所第二部上場廃止[5]。
  - 1月30日 - 株式売渡請求により株式会社ジェイテクトの完全子会社となる[2]。
- 2023年（令和5年）4月1日 - 「株式会社ジェイテクトプレシジョンベアリング」に商号を変更[6]。

## 事業所
- 本社・和泉工場（大阪府和泉市）[7]
- 名張工場（三重県名張市）[7]

## 関連会社
連結子会社
- ミケヤマ機工株式会社

持分法適用関連会社
- 株式会社トーミック
- コーヨー久永株式会社